# Victor Franz Hess
Pour les articles homonymes, voir Hess.
Victor Franz Hess (24 juin 1883 - 17 décembre 1964) était un physicien autrichien et américain. Il est lauréat de la moitié du prix Nobel de physique de 1936 (l'autre moitié a été remise à Carl David Anderson) « pour sa découverte des rayons cosmiques ».

## Biographie
Il a enseigné dans les universités de Graz et d'Innsbruck.
En utilisant des instruments embarqués dans des ballons, Hess et ses collaborateurs ont montré, en 1912, que les rayonnements qui ionisent l'atmosphère sont d'origine cosmique. Il s'est aussi intéressé aux applications médicales du radium.
Pour sa découverte des rayons cosmiques, il reçoit dans un premier temps le prix Lieben en 1919, puis le prix Nobel de physique en 1936, qu'il a partagé avec Carl David Anderson.
Il était connu pour son opposition au nazisme. Après l'Anschluss, il fut mis à la retraite d'office, puis on lui retira sa pension en septembre 1938. Il partit alors pour les États-Unis, en passant par la Suède, où il est devenu professeur de physique à l'université Fordham. Il a obtenu en 1944 la nationalité américaine.